# США на Всемирных военных играх
США принимает участие во Всемирных военных играх с самого их начала: в летних Играх с 1995 года, в зимних Играх с 2010 года.
На летних Играх военнослужащие-спортсмены США завоевали (с учётом результатов летних Игр 2019 года) всего 80 медалей, из них 20 золотых, в медальном зачёте занимают 12-е место; на зимних Играх (с учётом результатов зимних Игр 2017 года) ни одной медали не завоевали.

## Медальный зачёт

### Медали на летних Всемирных военных играх
| Игры                | Золото | Серебро | Бронза | Всего | Место |
| 1995 Рим            | 6      | 7       | 8      | 21    | 8     |
| 1999 Загреб         | 8      | 10      | 8      | 26    | 8     |
| 2003 Катания        | 1      | 1       | 2      | 4     | 16    |
| 2007 Хайдарабад     | 2      | 6       | 2      | 10    | 15    |
| 2011 Рио-де-Жанейро | 2      | 1       | 3      | 6     | 16    |
| 2015 Мунгён         | 2      | 2       | 2      | 6     | 23    |
| 2019 Ухань          | 0      | 3       | 5      | 8     | 35    |
| Всего               | 20     | 30      | 30     | 80    | 12    |